# Bitbucket
Bitbucket je produkt a služba společnosti Atlassian pro webhosting repozitářů zdrojových kódů s verzovacím systémem Git. Nabízí jak komerční služby tak volné účty s neomezeným počtem soukromých repozitářů.

## Služby

### Bitbucket Cloud
Bitbucket Cloud (původně nazývaný pouze Bitbucket) slouží především pro verzování zdrojových kódů a provádění code review; je naprogramován v jazyce Python s použitím webového frameworku Django.
Bitbucket Cloud podporuje následující vlastnosti:
- Pull requesty s revizí kódu včetně možnosti vkládat poznámky[2]
- Bitbucket Pipelines,[3] služba continuous delivery
- Dvoukroková verifikace a vynucená dvoukroková verifikace[4][5]
- IP whitelisting[5]
- Marge Checks[6]
- Vyhledávání v kódu (Alfa)[7]
- Git Large File Storage (LFS)[8]
- Dokumentace, včetně automaticky vytvářených README souborů v různých značkovacích formátech
- Sledování problémů[9]
- Wikistránky[10]
- Statické weby hostované v Bitbucket Cloudu: Statické weby mají ve svém URL doménu bitbucket.io[11]
- Doplňky (add-ons) a integrace[12]
- REST APIs pro vytváření aplikací třetích stran v libovolném programovacím jazyce[13]
- Snippets umožňující vývojářům sdílet segmenty kódu nebo soubory[14]
- Smart Mirroring[15]

## Bitbucket Server
Bitbucket Server (do roku 2015 nazývaný Stash) je kombinací gitového serveru s WWW rozhraním;
umožňuje uživatelům provádět základní gitové operace (např. review nebo slučování kódu jako GitHub) a poskytuje řízení přístupových práv (čtení a zápis) ke kódu. Poskytuje také integraci s jinými nástroji společnosti Atlassian.
Bitbucket Server je komerční softwarový produkt, který je možné licencovat pro provozování v síti zákazníka. Společnost Atlassian poskytuje Bitbucket Server zdarma pro projekty softwaru s otevřeným zdrojovým kódem splňující určitá kritéria a organizacím, které jsou neziskové, nevládní, neakademické, nekomerční, nepolitické, a sekulární. Pro univerzitní a komerční zákazníky jsou dostupné plné zdrojové kódy pod vývojářskou licencí.
Bitbucket Server je napsaný v Javě a používající Apache Maven.

## Historie
Bitbucket byl původně nezávislý startup, který v roce 2008 založil Jesper Nøhr. 29. září 2010 Bitbucket získala společnost Atlassian. Původně Bitbucket nabízel hosting pouze pro projekty verzované pomocí Mercurial. 3. října 2011 byla oznámena podpora pro verzovací systém Git. V září 2015 Atlassian přejmenoval svůj produkt Stash na Bitbucket Server. V červenci 2016 Bitbucket zavedl podporu pro Git Large File Storage (LFS).
Kontroverzním krokem bylo ukončení podpory prohlížení třícestných diffů v březnu 2020. V červenci 2020 byla z Bitbucket Cloudu odstraněna podpora původního formátu repozitářů Mercurial.